# Rakouská němčina

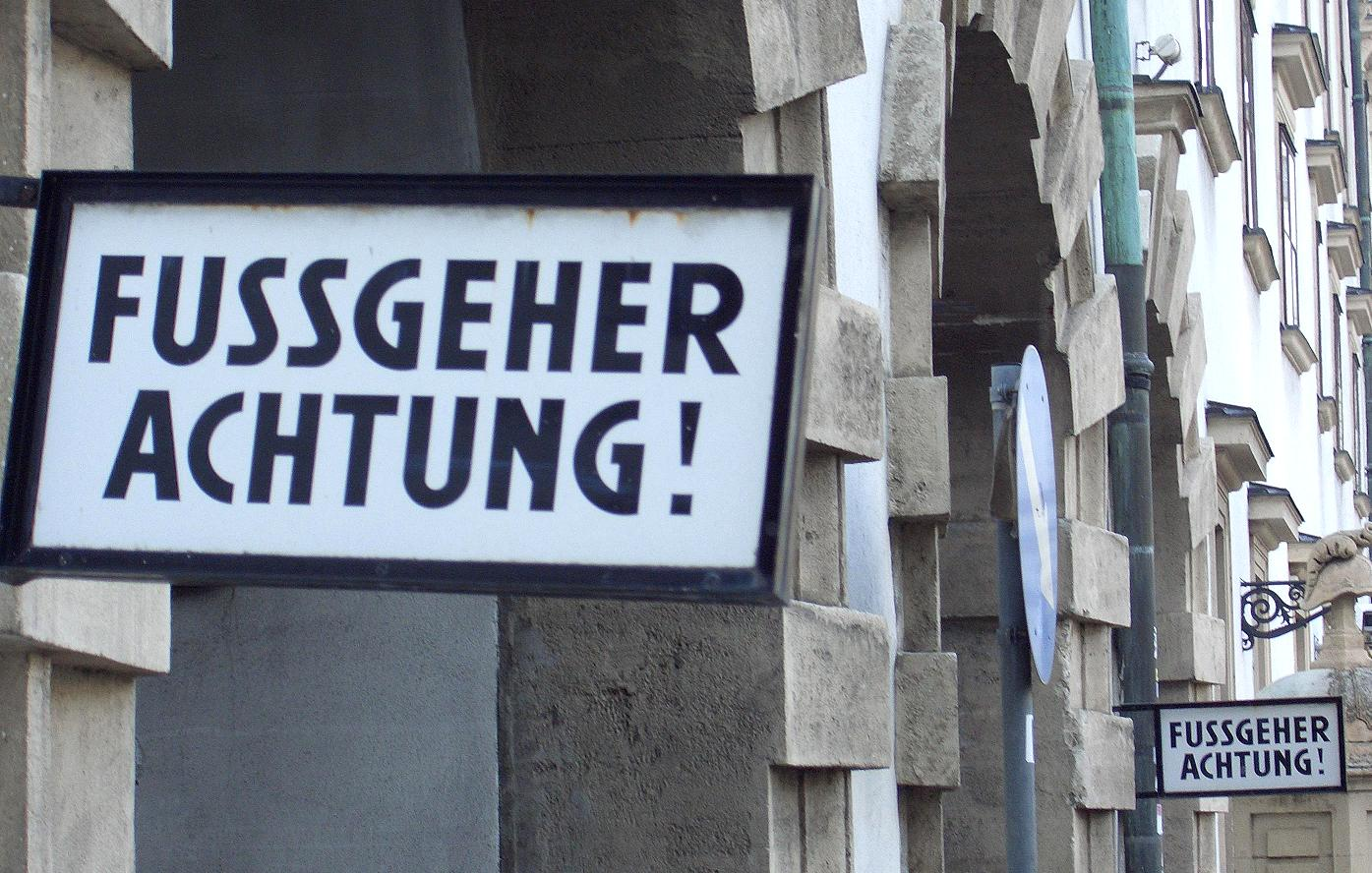
Cedule s upozorněním pro chodce ve Vídni. Slovo Fußgeher (chodec) představuje příklad rakouské němčiny. V němčině se standardně používá Fußgänger. SS namísto ß je použito z toho důvodu, že ß se běžně nepoužívá jako velké písmeno

Rakouská němčina je varianta spisovného německého jazyka, která se vyznačuje specifickou slovní zásobou a zvláštnostmi v gramatice, pravopisu a výslovnosti, která je používána na území Rakouské republiky. Rakouská němčina by neměla být zaměňována s dialekty němčiny, kterými se mluví na území Rakouska, patřícími do bavorštiny a alemanštiny. Slovník rakouské němčiny (Österreichisches Wörterbuch) vydaný rakouským Spolkovým ministerstvem školství je závazný dokument, který využívají úřady a školy od roku 1951.
Rakousko se podílelo na reformě německého jazyka z roku 1996. Nemuselo se ovšem vzdát svých „zvláštností“.

## Vlivy cizích jazyků
V rakouské němčině najdeme silné vlivy jiných jazyků a to především jazyků bývalé habsburské monarchie – tedy i češtiny a slovinštiny. Silný vliv měl i jidiš. Vliv jiných jazyků můžeme vidět např. i v pojmenování jídel a přísad. Zde pár příkladů:
| Německo          | Rakousko    | překlad         |
| Quark            | Topfen      | tvaroh          |
| Rührei           | Eierspeis   | míchaná vajíčka |
| Sahne            | Rahm        | smetana         |
| Schlagsahne      | Schlagobers | šlehačka        |
| Pflaume          | Zwetschke   | švestka         |
| Aprikose         | Marille     | meruňka         |
| Wiener Würstchen | Frankfurter | vídeňské párky  |
| Mais             | Kukuruz     | kukuřice        |
| Meerrettich      | Kren        | křen            |

## Odlišné hláskování písmen
V rakouské němčině je odlišná výslovnost písmen "J" a "Q" při hláskování – výslovnost je "jé" a "kvé", zatímco v Německu a Švýcarsku se tato písmena hláskují "jot" a "kú". Dále se sch hláskuje jako „šé“ nebo „eš“ a nikoliv jako „es-cé-há“ jako Německu a Švýcarsku. I zde se projevuje vliv slovanských jazyků.

## Jména měsíců
V rakouské němčině se užívá pro měsíc leden označení Jänner oproti standardní variantě Januar. Zajímavostí je, že tento název byl používán ve skoro celém německy mluvícím prostoru až zhruba do roku 1800. Zřídka se můžeme setkat i s pojmenováním měsíce února jako Feber. Standardní varianta je Februar.